# Akoursos
Akoursos (griechisch Ακουρσός) ist eine Gemeinde im Bezirk Paphos in der Republik Zypern. Bei der Volkszählung im Jahr 2021 hatte sie 36 Einwohner.

## Name
Die türkisch-zypriotischen Bewohner der Gemeinde behaupteten, dass der Name der Gemeinde vom türkischen Wort Akarsou abstamme, was fließendes Wasser bedeutet.

## Lage und Umgebung

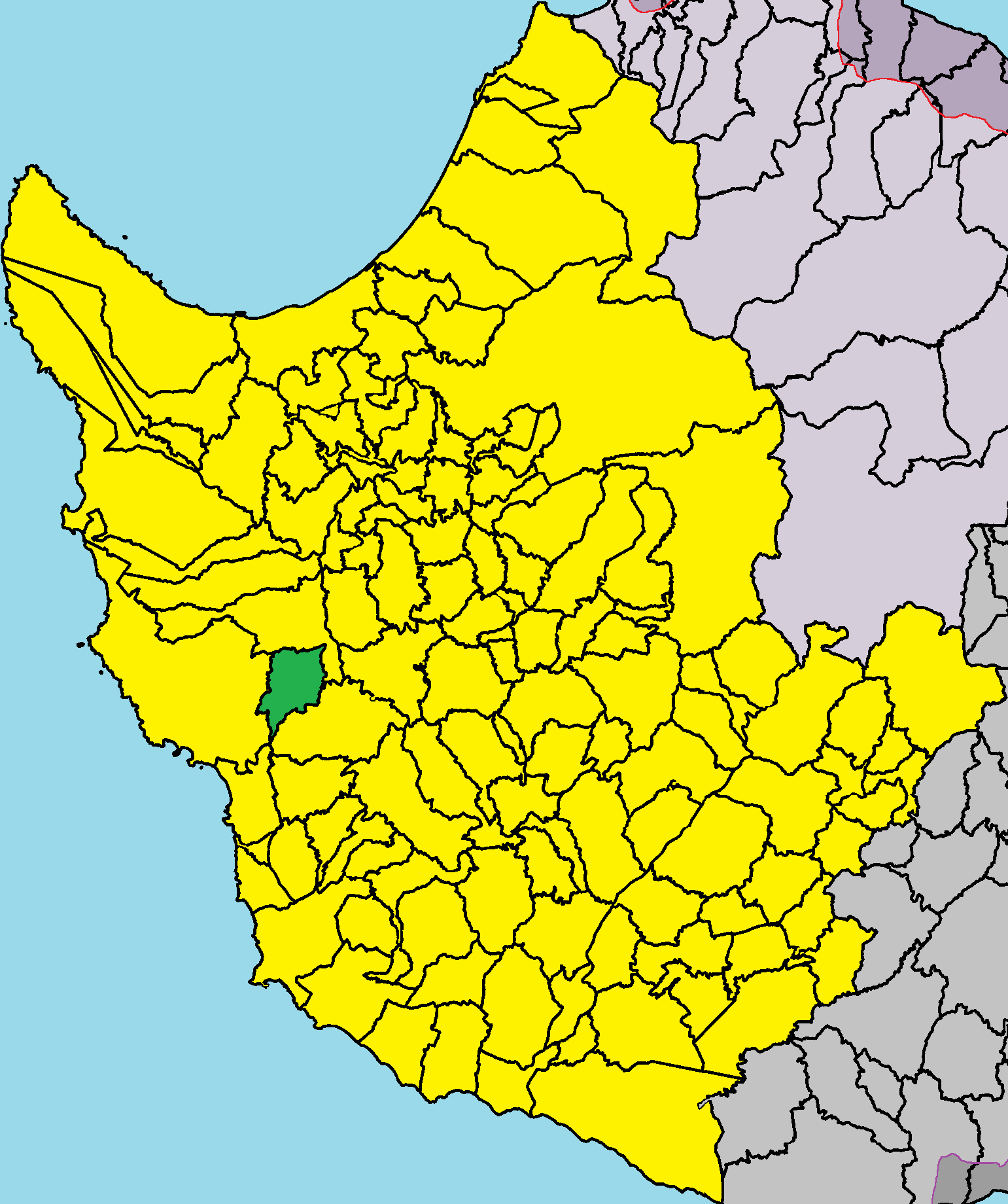
Lage im Bezirk Paphos

Akoursos liegt im Westen der Mittelmeerinsel Zypern auf einer Höhe von etwa 455 Metern, etwa 20 Kilometer nördlich von Paphos. Das 8,22677 Quadratkilometer große Dorf grenzt im Norden und Osten an Kathikas, im Südosten und Süden an Kili und im Westen an Pegia. Das Dorf kann über die Straße F704 erreicht werden.

## Bevölkerungsentwicklung
Laut den in Zypern durchgeführten Volkszählungen lebten bis 1974 Zyperngriechen und Zyperntürken in Akoursos, wobei die Zyperntürken die Mehrheit waren. Während der interkommunalen Unruhen von 1958 verließ die Mehrheit der Zyperngriechen die Gemeinde und zogen nach Skylloura. Nach der Gründung der Republik Zypern kehrten sie nach Akoursos zurück. Während der interkommunalen Unruhen in den Jahren 1963–64 verließen einige Zyperntürken das Land wieder und ließen sich in Mandria und der türkisch-zypriotischen Enklave Paphos nieder. Die meisten von ihnen kehrten nach einigen Monaten nach Akoursos zurück.
Nach der türkischen Invasion von 1974 flohen einige Zyperntürken durch die Berge nach Nordzypern. Andere gingen zum britischen Stützpunkt Akrotiri, von wo aus sie im Januar 1975 nach Nordzypern verlegt wurden. Diejenigen, die in Akoursos blieben, wurden am 3. September 1975 in Begleitung der UNFICYP-Eskorte verlegt. Die meisten ließen sich in Lapta und Kozan nieder. Die griechisch-zypriotischen Einwohner blieben in Akoursos. In den folgenden Jahrzehnten ging die Bevölkerung aufgrund der Urbanisierung zurück.
Die folgende Tabelle zeigt die Bevölkerung der Gemeinde gemäß den in Zypern durchgeführten Volkszählungen.
| Jahr      | 1881 | 1891 | 1901 | 1911 | 1921 | 1931 | 1946 | 1960 | 1976 | 1982 | 1992 | 2001 | 2011 | 2021 |
| Einwohner | 160  | 155  | 183  | 190  | 176  | 163  | 186  | 194  | 54   | 44   | 48   | 38   | 22   | 36   |